# Sony Xperia L
El Sony Xperia L (C2104/C2105) (nombre código "taoshan") es un teléfono inteligente de gama media alta, manufacturado por Sony,
Dentro de la gama de móviles Xperia, se encuentra por delante del Sony Xperia M (perteneciente a la gama media) y por detrás de su "hermano mayor" el Sony Xperia SP.

## Hardware
Tiene una pantalla táctil de 4.3 pulgadas con una resolución de 854x480 pixeles (228 ppi (puntos por pulgada)). Cuenta con un procesador Snapdragon S4 Plus de 1 GHz Dual Core y 1GB LPDDR2 de Ram, además de una GPU Adreno 305. 
Incluye Android 4.1.2 Jelly Bean, y tiene una cámara con sensor Exmor RS de 8 megapixeles con HDR y flash Led, que graba a 720p HD. La cámara frontal es VGA. 
El dispositivo incluye un almacenamiento interno de 8 GB (5,8 GB disponibles para el usuario), y con ranura de expansión hasta 32 GB con tarjeta microSD/microSDHC. Sony presenta el diseño en forma de arco y el botón lateral de encendido típico de Sony Xperia. 
El teléfono soporta NFC (Near Field Communication), siendo compatible con la tecnología 'one touch', para permitir ver en un monitor externo el contenido de la pantalla del móvil, o escuchar música con un altavoz NFC. 
Tiene una batería de 1750 mAh que alimenta el dispositivo, y además incluye el modo Stamina que le permite, casi, cuadruplicar su autonomía. 
El teléfono soporta bandas 2G,3G,HSPA+, Wi-Fi 802.11 a/b/g/n, Wi-Fi Direct, DLNA y punto Wi-Fi. Tiene Bluetooth 4.0 y está disponible en blanco, negro y rojo. Tiene una luz de notificación LED en la parte inferior de la pantalla.

## Software
Se incluyen varias aplicaciones de Sony como: Walkman, Sony Music, Music Unlimited, Video Unlimited and Sony LIV. Así como también aplicaciones precargadas de Google (como lo son Google Chrome, Google Play, Google Now, Google Maps y Google Talk). 
El dispositivo cuenta con certificación PlayStation. El teléfono soporta A-GPS. El teléfono lleva Android 4.1.2 y cuenta con una actualización a Android 4.2.2 Jellybean la cual fue lanzada en octubre del 2013 para el Xperia L.

### AOSP (Android Open Source Project)
El 13 de diciembre de 2013, Sony Mobile Communications añadió el Sony Xperia L a su programa 'AOSP para Xperia'; Sony declaró que este seria el primer dispositivo con un procesador MSM8230 a 1GHz Dual Core al que le añadirían soporte AOSP. Esto hizo posible que los usuarios avanzados, es decir usuarios con teléfonos libres, pudieran descargar e instalar Android KitKat (Android 4.4) sobre el Xperia L. Aunque este proceso no está recomendado para el uso diario, y tampoco es una actualización oficial de Sony. El código fuente y los archivos binarios para construir un "Stock" de Android se encuentran aquí.

### CyanogenMod
En mayo de 2014, la comunidad FreeXperiaProject, una comunidad para los dispositivos Xperia, desarrolla CyanogenMod para diversos modelos Sony Xperia, y anunció que se presentaría oficialmente para el Sony Xperia L. Fue planteado por primera vez por XDA Recognized Contributor / Recognized Develope. Actualmente se logró actualizarlos a la versión Android Lollipop.

## Scene
Los desarrollos no oficiales sobre este terminal fueron bastante interesantes durante el tiempo de vida de éste. Incluso se logró modificar la kernel lo suficiente como para lograr hacer un overclock al equipo llegando a 1.7 Ghz de CPU y 500 MHz de GPU, acercándose a terminales de gamas superiores a la que debería ser vendido, tales como el Motorola Moto X de 1ra generación (era vendido como gama media, pero con ese overclock llegó a un nivel bastante superior para su época).

## Petición oficial de actualización a Android KitKat
Desde abril de 2014, los usuarios del Xperia L firmaban para que se lance una actualización oficial de Android KitKat para este dispositivo. En http://www.change.org/en-IN/petitions/sony-xperia-l-update-to-android-4-4 . Similar a lo que pasó con el Sony Xperia SP.